# حافظ إبراهيم
محمد حافظ إبراهيم (24 فبراير 1872 - 21 يونيو 1932م) شاعر مصري ذائع الصيت، لقَّبه أمير الشعراء أحمد شوقي بلقب "شاعر النيل"، ولُقِّب أيضًا بلقب "شاعر الشعب".

## حياته
ولد حافظ إبراهيم على متن سفينة كانت راسية على نهر النيل أمام ديروط وهي مركز بمحافظة أسيوط من أب مصري الأصل وأم تركية. ثم توفي والده وهو صغير. أتت به أمه قبل وفاتها إلى القاهرة حيث نشأ بها يتيما تحت كفالة خاله الذي كان ضيق الرزق حيث كان يعمل مهندسا في مصلحة التنظيم. ثم انتقل خاله إلى مدينة طنطا وهناك درس حافظ في كتّاب. أحسَّ حافظ إبراهيم بضيق خاله به مما أثّر في نفسه، فرحل عنه وترك له رسالة كتب فيها:
.

## نشأته
كان حافظ إبراهيم إحدى عجائب زمانه، ليس فقط في جزالة شعره بل في قوة ذاكرته والتي قاومت السنين ولم يصبها الوهن والضعف على مر 60 سنة هي عمر حافظ إبراهيم، فإنها ولا عجب اتسعت لآلاف القصائد العربية القديمة والحديثة ومئات المطالعات والكتب وكان باستطاعته -بشهادة أصدقائه- أن يقرأ كتاب أو ديوان شعر كامل في عدة دقائق وبقراءة سريعة ثم بعد ذلك يتمثل ببعض فقرات هذا الكتاب أو أبيات ذاك الديوان. وروى عنه بعض أصدقائه أنه كان يسمع قارئ القرآن في بيت خاله يقرأ سورة الكهف أو مريم أو طه، فيحفظ ما يقوله، ويؤديه كما سمعه بالرواية التي سمع القارئ يقرأ بها.
يعتبر شعره سجل الأحداث، إنما يسجلها بدماء قلبه وأجزاء روحه ويصوغ منها أدبا قيما يحث النفوس ويدفعها إلى النهضة، سواء أضحك في شعره أم بكى وأمل أم يئس، فقد كان يتربص كل حادث هام يعرض فيخلق منه موضوعا لشعره ويملؤه بما يجيش في صدره.
مع تلك الهبة الرائعة، فقد أصاب حافظًا -من 1911 إلى 1932- داءُ اللامبالاة والكسل وعدم العناية بتنميه مخزونه الفكري؛ فبالرغم من أنه كان رئيسًا للقسم الأدبي بدار الكتب، لم يقرأ في هذه الفترة كتابًا واحدًا من آلاف الكتب التي تزخر بها دار المعارف، الذي كان الوصول إليها يسيرًا بالنسبة إلى حافظ. تقول بعض الآراء إن هذه الكتب المترامية الأطراف ألقت في روح حافظ الملل، ومنهم من قال بأن نظر حافظ بدأ بالذبول خلال فترة رئاسته لدار الكتب وخاف من المصير الذي لحق البارودي في أواخر أيامه. كان حافظ إبراهيم رجلًا مرحًا وابنَ نكتةٍ وسريعَ البديهة، يملأ المجلس ببشاشته وفكاهاته الطريفة التي لا تخطئ مرماها.
وأيضًا تروى عن حافظ أبراهيم مواقف غريبة، مثل تبذيره الشديد للمال، فكما قال العقاد: "مرتّب سنة في يد حافظ إبراهيم يساوي مرتب شهر". ومما يروى عن غرائب تبذيره أنه استأجر قطارًا كاملًا ليوصله بمفرده إلى حلوان حيث يسكن وذلك بعد مواعيد العمل الرسمية.
مثلما يختلف الشعراء في طريقة توصيل الفكرة أو الموضوع إلى المستمعين أو القراء، كان لحافظ إبراهيم طريقته الخاصة. فهو لم يكن يتمتع بقدر كبير من الخيال، ولكنه استعاض عن ذلك بجزالة الجمل وتراكيب الكلمات وحسن الصياغة، بالإضافة أن الجميع يتفق على أنه كان أحسن خلق الله إنشادًا للشعر. ومن أروع المناسبات التي أنشد حافظ فيها شعره بكفاءة حفلةُ تكريم أحمد شوقي ومبايعته أميرًا للشعر في دار الأوبرا الخديوية، وأيضًا القصيدة التي أنشدها ونظمها في الذكرى السنوية لرحيل مصطفى كامل، والتي خلبت الألباب، وساعدها على ذلك الأداء المسرحي الذي قام به حافظ للتأثير في بعض الأبيات. ومما يبرهن ذلك المقالُ الذي نشرته إحدى الجرائد وتناول بكامله فنَّ إنشاد الشعر عند حافظ. ومن الجدير بالذكر أن أحمد شوقي لم يُلقِ في حياته قصيدة على ملأ من الناس، حيث كان الموقف يرهبه فيتلعثم عند الإلقاء.

## أقوال عن حافظ إبراهيم
حافظ كما يقول عنه خليل مطران «أشبه بالوعاء يتلقى الوحي من شعور الأمة وأحاسيسها ومؤثراتها في نفسه، فيمتزج ذلك كله بشعوره وإحساسه، فيأتي منه القول المؤثر المتدفق بالشعور الذي يحس كل مواطن أنه صدى لما في نفسه». ويقول عنه أيضاً «حافظ المحفوظ من أفصح أساليب العرب ينسج على منوالها ويتذوق نفائس مفرادتها وإعلاق حلالها.» وأيضاً «يقع إليه ديوان فيتصفحه كله وحينما يظفر بجيده يستظهره، وكانت محفوظاته تعد بالألوف وكانت لا تزال ماثلة في ذهنه على كبر السن وطول العهد، بحيث لا يمتري إنسان في أن هذا الرجل كان من أعاجيب الزمان». وقال عنه العقاد «مفطوراً بطبعه على إيثار الجزالة والإعجاب بالصياغة والفحولة في العبارة.»
ويذكره الشاعر العراقي فالح الحجية في كتابه الموجز في الشعر العربي الجزء الثالث فيقول (يتميز شعر حافظ إبراهيم بالروح الوطنية الوثابة نحو التحرر ومقارعة الاستعمار سهل المعاني واضح العبارة قوي الإسلوب متين البناء أجاد في كل الأغراض الشعرية المعروفة)
كان أحمد شوقي يعتز بصداقة حافظ إبراهيم ويفضله على أصدقائه. وكان حافظ إبراهيم يرافقه في عديد من رحلاته وكان لشوقي أيادٍ بيضاء على حافظ فساهم في منحه لقب بك وحاول أن يوظفه في جريدة الأهرام ولكن فشلت هذه المحاولة لميول صاحب الأهرام - وكان حينذاك من لبنان - نحو الإنجليز وخشيته من المبعوث البريطاني اللورد كرومر .

## من أشعاره
سافر حافظ إبراهيم إلى سوريا، وعند زيارته للمجمع العلمي بدمشق قال هذين البيتين:
لاحظ الشاعر مدى ظلم المستعمر وتصرفه بخيرات بلاده فنظم قصيدة بعنوان الامتيازات الأجنبية، ومما جاء فيها:
وله قصيدة عن لسان صديقه يرثي ولده، وقد جاء في مطلع قصيدته:
ويجيش حافظ إذ يحسب عهد الجاهلية أرفق حيث استخدم العلم للشر، وهنا يصور موقفه كإنسان بهذين البيتين ويقول:

### مرقد السيد البدوي
روى محمد كرد علي حواره مع حافظ إبراهيم عن مرقد السيد البدوي وزائريه، فقال " أنشدني ذات يوم قطعة من شعره يشكو فيها بؤسه، ويعرض لما يُبذّر من الأموال، ويُتلى من الأدعية على قبر السيد البدوي، فقلتُ له: الحقَّ أقول: إن القوم ربما آذوك، ومنزلة السيّد من بعض النفوس منزلته، فإيّاك وهذا التصريح في بلد كثر سواد القبوريين فيه، فأجاب جواب مَن لا يبالي، ولمّا طَبعَ ديوانَه أثبت الأبيات بنصّها، وكان حذف منها بيتين وهذه بنصّها التام:
كما نادى الشاعر حافظ الشيخَ محمد عبده لمّا كانت الرحال تُشدّ إلى طنطا لزيارة السيد البدوي:

## وفاته
توفي حافظ إبراهيم سنة 1932م في الساعة الخامسة من صباح يوم الخميس، وكان قد استدعى اثنين من أصحابه لتناول العشاء ولم يشاركهما لمرض أحس به. وبعد مغادرتهما شعر بوطء المرض فنادى غلامه الذي أسرع لاستدعاء الطبيب وعندما عاد كان حافظ في النزع الأخير، توفي ودُفن في مقابر السيدة نفيسة (ا).
عندما توفي حافظ كان أحمد شوقي يصطاف في الإسكندرية وبعدما بلّغه سكرتيره – أي سكرتير شوقي - بنبأ وفاة حافظ بعد ثلاثة أيام لرغبة سكرتيره في إبعاد الأخبار السيئة عن شوقي ولعلمه بمدى قرب مكانة حافظ منه، شرد شوقي لحظات ثم رفع رأسه وقال أول بيت من مرثيته لحافظ:

## آثاره الأدبية
- الديوان.[6]
- البؤساء: ترجمة عن فكتور هوغو.[7]
- ليالي سطيح في النقد الاجتماعي.
- في التربية الأولية. (معرب عن الفرنسية)
- الموجز في علم الاقتصاد. (بالاشتراك مع خليل مطران)[8]

## وصلات خارجية
- الأعمال الشعرية الكاملة لحافظ إبراهيم من بوابة الشعراء
- كتاب سؤال وجواب لحافظ إبراهيم من قبل مؤسسة هنداوي للتعليم والثقافة